# Excideuil
Excideuil település Franciaországban, Dordogne megyében. Lakosainak száma 1195 fő (2022. január 1.). Excideuil Clermont-d’Excideuil, Saint-Médard-d’Excideuil, Saint-Raphaël és Saint-Martial-d’Albarède községekkel határos.

## Népesség
A település népességének változása:
| Lakosok száma | 1660 | 1535 | 1414 | 1318 | 1162 | 1175 | 1177 | 1171 | 1176 | 1195 |
|               | 1968 | 1982 | 1990 | 2006 | 2013 | 2015 | 2017 | 2019 | 2020 | 2022 |